# Liste der Gesteine
Dies ist eine alphabetisch geordnete Liste der Gesteine und Begriffe, die mit Gesteinen im weitesten Sinne zusammenhängen, zu denen in der Wikipedia teilweise bereits eigene Artikel bestehen.  Eine in Gruppen unterteilte Liste von Gesteinen findet sich unter Liste der Gesteine nach Genese.
| A | B | C | D |  |
| --- | --- | --- | --- |  |
| - Achondrit - Adakit - Aleurit - Alkaligranit - Alnöit - Alvikit - Amphibolit - Anatexit - Andesit - Anhydrit - Anorthosit - Anthrazit - Aplit - Arenit - Arkose - Augengneis | - Basalt - Basanit (Gestein) - Bauxit - Beforsit - Bentonit - Bergalith - Bimsstein - Biolithe - Blätterkohle - Blauschiefer - Braunkohle - Brekzie (Breccie) - Bändererz - Buchit | - Cancalit - Charnockit - Chert - Chloritschiefer - Chondrit - Cipollino | - Dacit - Diabas - Diamiktit - Diatomit - Diorit - Dolerit - Dolomit - Dunit |  |
| E | F | G | H |  |
| - Ehrwaldit - Eisenmeteorit - Eisenoolith - Eklogit - Enderbit - Erbsenstein - Essexit - Evaporit | - Fanglomerat - Faserkohle - Felsit - Fenit - Fettkohle - Feuerstein - Fladenlava - Flammkohle - Fleckschiefer - Flint - Foidit - Fortunit - Foyait - Fruchtschiefer - Fulgurit    | - Gabbro - Garbenschiefer - Gauteit - Gasflammkohle - Gaskohle - Gips - Glanz(braun)kohle - Glaukophanschiefer - Glimmerschiefer - Gneis - Granit - Granitporphyr - Granodiorit - Granophyr - Granulit - Graptolithenschiefer - Grauwacke - Griffelschiefer - Grünschiefer | - Hälleflinta - Halitit - Hartbraunkohle - Harzburgit - Hawaiit - Hornblendit - Hornfels - Hornstein |  |
| I | J | K | L |  |
| - Ignimbrit - Impaktit - Itakolumit | - Jacupirangit - Jumillit | - Kakirit - Kalisalze - Kalksandstein - Kalkstein - Kalksilikatfels - Kalksinter → Sinter - Kalktuff - Kalziolith - Kännelkohle - Kaolin - Karbonatit - Kataklasit - Kennelkohle → Kohle - Keratophyr - Kersantit - Khondalit - Kieselerde → Kieselgur - Kieselgur - Kieselschiefer - Kieselsinter - Kimberlit - Kissenlava → Lava - Klingstein → Phonolith - Knochenbrekzie - Knotenschiefer - Kohle - Kohleeisenstein - Konglomerat - Kontaktschiefer - Kreide - Kuckersit | - Lamproit - Lamprophyr - Lapilli - Lapislazuli - Larvikit - Lava - Latit - Lehm - Leptynit - Letten - Leucitit - Lherzolith - Lignit - Limburgit - Listwänit - Liparit - Liptobiolith - Lockergestein - Löss - Lutit - Lydit |  |
| M | N | O | P |  |
| - Madupit - Magerkohle - Mafitit - Mandelstein - Manganknollen - Marmor - Massenkalk - Mattkohle - Meimechit - Melaphyr auch Mandelstein - Melilithit - Mergel - Mergelschiefer - Mergelstein - Meteorit - Migmatit - Mikrogabbro → Dolerit - Mikrogranit → Granit - Minette (Ganggestein) - Minette (Erz) - Moldavit - Monchiquit - Monzonit - MORB - Mugearit - Mylonit | - Nephelinbasalt - Nephelinit - Nephelinsyenit - Norit | - Obsidian - OIB - Ölschiefer - Oolith - Ophicalcit - Ophiolith - Ophit - Orendit | - Pallasit - Pechstein - Pantellerit - Pegmatit - Perlit - Peridotit - Phonolith - Phyllit - Pikrit - Pläner - Polzenit - Porphyr - Porphyrit - Prasinit - Pseudotachylit - Pyroxenit                                         |  |
| Q | R | S | T |  |
| - Quarzit - Quarzolith - Quarzporphyr | - Radiolarit - Rapakiwi - Raseneisenstein - Rauhaugit - Rhyolith - Rodingit - Rogenstein                                                                                           | - Sagvandit - Sannait - Sandstein - Schalstein - Schiefer - Schwarzpelit - Serpentinit - Shonkinit - Silikat-Perowskit - Siltstein - Skarn - Sonnenbrennerbasalt - Sövit - Spessartit - Spiculit - Spilit - Steinkohle - Steinsalz - Steinmeteorit - Suevit - Syenit | - Talk-Disthen-Schiefer - Tektit - Tephrit - Teschenit - Tachylit - Theralith - Tholeiit - Tonalit - Tonschiefer - Tonstein - Trachyandesit - Trachyt - Travertin - Troktolith - Trondhjemit - Tropfstein - Tuffstein         |  |
| U | V | W | XYZ |  |
| - Unakit | - Verit | - Weißschiefer - Websterit - Wyomingit | |  |